# Star Time
Star Time ist ein Boxset von James Brown. Es enthält 71 Songs, die ursprünglich zwischen 1956 und 1984 aufgenommen wurden. Die von Polydor erstmals im Jahr 1991 auf vier CDs veröffentlichte Kompilation legt den Fokus auf die größten Hits aus vier Dekaden. Neben den Singles werden auch alternative Versionen und Live-Aufnahmen berücksichtigt. Die Songs sind im Wesentlichen den Genres Soul, Rhythm & Blues und Funk zuzuordnen. Der Titel bezieht sich auf das Album Live at the Apollo. Dort fragt der Ansager das Publikum vor dem Auftritt von Brown: “Are you ready for Star Time?”

## Komponisten und Musiker
Bei den meisten der auf Star Time enthaltenen Kompositionen wird James Brown als Autor genannt, es sind aber auch einige Fremdkompositionen enthalten. Hinzu kommen Songs, bei denen Browns damalige Begleitmusiker als Mitautoren genannt werden.
Da Star Time Songs aus mehreren Jahrzehnten enthält, ist die Zahl der Musiker, die Brown begleiteten, sehr groß. Bekannte Sidemen bei den Originalaufnahmen waren unter anderem: der Saxofonist Maceo Parker, der Posaunist Fred Wesley und der Bassist Bootsy Collins. Die auf der Kompilation vertretenen Begleitbands, zu denen teilweise auch Sessionmusiker gehörten, firmierten unter verschiedenen Namen, wie etwa The Famous Flames oder The J.B.’s. Den Song Unity, Pt. 1, eine Annäherung an den Hip-Hop, nahm Brown zusammen mit dem DJ Afrika Bambaataa auf.

## Auswahl der Songs
Die Produzenten der Kompilation, Harry Weinger, Cliff White, Oscar A. Yong und Bill Levenson, konzentrierten sich bei der Auswahl der Songs vor allem auf die 60er und 70er Jahre. Die 50er wurden weniger, die 80er Jahre fast gar nicht berücksichtigt. Diese Gewichtung ist zum einen darauf zurückzuführen, dass die 60er und 70er Jahre die produktivste Zeit von James Brown waren. Zum anderen fällt in diese beiden Jahrzehnte eine Phase seines Schaffens, die gemeinhin als seine kreativste betrachtet wird. So gilt Papa’s Got a Brand New Bag aus dem Jahr 1965 als die Blaupause des Funk.
Obwohl Star Time die Hits von Brown ausdrücklich würdigt, fehlt seine zweiterfolgreichste Single (Platz 4 der  Single-Charts von Billboard) – der Popsong Living in America. Seine erfolgreichste Single (Platz 3)
I Got You (I Feel Good) hingegen, ist auf Star Time enthalten. Mit I Don't Mind wurde außerdem ein Song von Live at the Apollo,  seinem erfolgreichsten Album (Platz 2 der  Album-Charts von Billboard), in die Kompilation mit aufgenommen.

## Formate und Versionen
Star Time erschien auf CD, MC und als MP3; auf LP wurde es nicht veröffentlicht. Im Jahr 2007 wurde Star Time von Polydor neu aufgelegt und mit einem veränderten Cover publiziert. Die Tracklists beider Versionen sind identisch.
Polydor veröffentlichte im Jahr 1991, parallel zur Erstauflage von Star Time, außerdem 20 All-Time Greatest Hits!, eine Kompilation, die in ihrer ausschließlichen Fokussierung auf James Browns größte Hits als die Essenz von Star Time gelten kann und somit ein klassisches Best-of-Album ist. Sämtliche auf 20 All-Time Greatest Hits! enthaltenen Songs sind auch auf Star Time vertreten; teilweise in längeren Versionen.

## Charts und Rezeption
Star Time erhielt seit seinem erstmaligen Erscheinen nahezu ausnahmslos positive Rezensionen – schon allein deshalb, weil es die erste wirklich sorgfältig kompilierte Zusammenstellung der Musik von James Brown ist. In der Musikdatenbank Allmusic ist es mit fünf von fünf möglichen Sternen verzeichnet. Die Musikzeitschrift Rolling Stone setzte es in ihrer Liste der 500 besten Alben aller Zeiten auf Platz 75. Und der Musikkritiker Robert Christgau bezeichnete Star Time als „finest box set ever released“.
Die höchste Platzierung von Star Time in den R&B-Charts von Billboard war Rang 89 im Jahr 1991.
Bei den Grammy Awards 1992 wurden die Verfasser der Liner Notes – zu denen auch Brown selbst gehörte – mit einem Grammy ausgezeichnet. Brown erhielt bei dieser Verleihung zudem einen Grammy für sein Lebenswerk.

## Titel

### Mr. Dynamite (CD 1)
1. Please Please Please (1956 / 2:45)
2. Why Do You Do Me (1956 / 2:59)
3. Try Me (1958 / 2:30)
4. Tell Me What I Did Wrong (1958 / 2:20)
5. Bewildered (1959 / 2:21)
6. Good Good Lovin (1959 / 2:18)
7. I'll Go Crazy (1959 / 2:05)
8. I Know It's True (1959 / 2:40)
9. (Do the) Mashed Potatoes, Pt. 1 (1959 / 1:39)
10. Think (1960 / 2:46)
11. Baby, You're Right (1960 / 2:58)
12. Lost Someone (1961 / 3:38)
13. Night Train (1961 / 3:38)
14. I've Got Money (1962 / 2:29)
15. I Don't Mind – live (1962 / 2:29)
16. Prisoner of Love (1962 / 2:24)
17. Devil's Den (1963 / 4:48)
18. Out of the Blue (1964 / 2:15)
19. Out of Sight (1964 / 2:19)
20. Grits (1964 / 3:58)
21. Maybe the Last Time (1964 / 3:02)
22. It's a Man's World (1964 / 3:22)
23. I Got You (1964 / 2:27)
24. Papa’s Got a Brand New Bag, Pts. 1, 2 & 3 (1965 / 6:56)

### The Hardest Working Man In Showbusiness (CD 2)
1. Papa's Got a Brand New Bag, Pt. 1 (1965 / 2:06)
2. I Got You (I Feel Good) (1965 / 2:45)
3. Ain't That a Groove (1965 / 3:31)
4. It’s a Man’s Man’s Man’s World (1966 / 2:46)
5. Money Won't Change You (1966 / 6:01)
6. Don't Be a Dropout (1966 / 4:31)
7. Bring It Up (Hipster's Avenue) (1966 / 3:48)
8. Let Yourself Go (1967 / 3:53)
9. Cold Sweat (1967 / 7:30)
10. Get It Together (1967 / 8:57)
11. I Can't Stand Myself (When You Touch Me), Pt. 1 (1967 / 3:29)
12. I Got the Feelin'  (1968 / 2:39)
13. Licking Stick-Licking Stick (1968 / 4:52)
14. Say It Loud – I'm Black and I'm Proud (1968 / 4:59)
15. There Was a Time – live (1968 / 4:59)
16. Give It Up or Turnit a Loose (1968 / 3:10)
17. I Don't Want Nobody to Give Me Nothing (Open up the Door I'll Get It Myself) (1969 / 5:59)

### Soul Brother No. 1 (CD 3)
1. Mother Popcorn (1969 / 6:18)
2. Funky Drummer (1969 / 7:00)
3. Get Up (I Feel Like Being a) Sex Machine (1970 / 5:15)
4. Super Bad, Pts. 1 & 2 (1970 / 4:26)
5. Talkin' Loud & Sayin' Nothing (1970 / 8:59)
6. Get Up, Get into It and Get Involved (1970 / 7:03)
7. Soul Power, Pts. 1 & 2 (1971 / 4:25)
8. Brother Rapp/Ain't It Funky Now – live (1971 / 7:44)
9. Hot Pants, Pt. 1 (1971 / 3:06)
10. I'm a Greedy Man, Pt. 1 (1971 / 3:36)
11. Make It Funky, Pt. 1 (1971 / 3:34)
12. It's a New Day – live (1971 / 3:48)
13. I Got Ants in My Pants, Pt. 1 (1971 / 3:01)
14. King Heroin (1972 / 3:57)

### The Godfather Of Soul (CD 4)
1. There It Is, Pt. 1 (1972 / 3:20)
2. Public Enemy #1, Pt. 1 (1972 / 5:09)
3. Get on the Good Foot (1972 / 4:07)
4. I Got a Bag of My Own (1972 / 3:44)
5. Doing It to Death (1973 / 5:14)
6. The Payback (1973 / 7:28)
7. Papa Don't Take No Mess, Pt. 1 (1973 / 4:22)
8. Stoned to the Bone, Pt. 1 (1973 / 3:28)
9. My Thang (1973 / 4:37)
10. Funky President (People It's Bad) (1974 / 4:01)
11. Hot (I Need To Be Loved, Loved, Loved, Loved) (1975 / 5:03)
12. Get Up Offa That Thing (Release the Pressure) (1976 / 6:14)
13. Body Heat, Pt. 1 (1976 / 4:29)
14. It's Too Funky in Here (1979 / 5:39)
15. Rapp Payback (Where Iz Moses), Pt. 1 (1980 / 4:36)
16. Unity, Pt. 1 – mit Afrika Bambaataa (1984 / 3:40)